# Azubuike Egwuekwe
Azubuike Egwuekwe (ur. 16 lipca 1989 w Lafie) – nigeryjski piłkarz grający na pozycji obrońcy.

## Kariera klubowa
Pierwszym klubem Egwuekwe był w 2006 nigeryjski Nasarawa United. W 2007 zaczął grać w też nigeryjskim Yerima Strikers. W 2008 przeszedł do Warri Wolves. Pod koniec grudnia 2015 podpisał roczny kontrakt z Kuopion Palloseura z możliwością przedłużenia o rok. W 2017 przeszedł do Supersport United. W sezonie 2018/2019 grał w Al-Nasr Bengazi, a w sezonie 2019/2020 w Rivers United FC.

## Kariera reprezentacyjna
W reprezentacji Nigerii zadebiutował 11 stycznia 2012 w meczu z Angolą. Dostał powołanie na Puchar Narodów Afryki 2013.